# Тонкие плёнки
Тонкие плёнки — тонкие слои материала, толщина которых находится в диапазоне от долей нанометра (моноатомного слоя) до нескольких микрон.

## Описание
Тонкие плёнки могут быть твёрдыми или жидкими (реже — газообразными). Состав, структура и свойства тонких плёнок могут отличаться от таковых для объемной фазы, из которой образовалась тонкая плёнка. К твёрдым тонким плёнкам относятся оксидные плёнки на поверхности металлов и искусственные плёночные покрытия, формируемые на различных материалах с целью создания приборов микроэлектроники, предотвращения коррозии, улучшения внешнего вида и т. п.
Жидкие тонкие плёнки разделяют газообразную дисперсную фазу в пенах и жидкие фазы в эмульсиях; образование устойчивых пен и эмульсий возможно только при наличии ПАВ в составе плёнок. Жидкие тонкие плёнки могут возникать самопроизвольно между зернами в поликристаллических твёрдых телах, если поверхностная энергия границы зерна превышает поверхностное натяжение на границе твёрдой и жидкой фаз более, чем вдвое (условие Гиббса–Смита). Газообразные тонкие плёнки с заметным временем жизни могут возникнуть между каплей и объемной жидкостью в условиях испарения.
Определение толщины тонких плёнок часто проводят методами, основанными на измерении интенсивности отражённого света, например, при помощи эллипсометрии; используют также электрические методы, основанные на определении ёмкости и проводимости тонких плёнок. Для изучения твердых тонких плёнок применяют электронную микроскопию, рентгеновскую спектроскопию и другие методы, разработанные для исследования поверхности твердых тел. Получение тонких плёнок и тонкопленочных покрытий лежит в основе ряда современных областей техники, прежде всего микроэлектроники.

## Получение и свойства
Нанесение тонких плёнок на подложку может осуществляться различными методами, наиболее часто используемые методы:
- химическое и плазмохимическое осаждение из газовой фазы,
- процессы вакуумного напыления, в том числе
  - вакуумное термическое распыление
  - магнетронное распыление
  - вакуумно-дуговое нанесение
  - ионно-лучевое осаждение[англ.]
  - электронно-лучевое осаждение[англ.]

Объекты, имеющие столь малые размеры, в ряде случаев кардинально меняют свои свойства. Например, у столь малых объектов меняется температура плавления, степень переохлаждения и межплоскостное расстояние по сравнению с массивными объектами. Многие функциональные покрытия имеют ограничения по толщине, свыше которой теряют свои свойства либо разрушаются при нанесении.
Изменение свойств объясняется увеличением роли поверхности с уменьшением объекта, поскольку объём тела изменяется пропорционально кубу линейных размеров, а площадь поверхности — квадрату. Соответственно отношение S/V ведёт себя как 1/r. 
Благодаря этому силы поверхностного натяжения, которые в массивных образцах не играют существенной роли, в нанообъектах становятся существенными. А поскольку они действуют в приповерхностном слое, их действие можно уподобить приложению внешнего давления, которое, как известно, может изменить как температуру плавления, так и межплоскостные расстояния.

## Применение
Основное применение находят твёрдые тонкие плёнки, наносимые на поверхность различных объектов.
С тонкими плёнками связаны такие отрасли промышленности, как:
- металлообработка — на современный инструмент наносят различные функциональные покрытия, обеспечивающие его износостойкость, требуемые трибологические и другие свойства
- нанесение декоративных и защитных покрытий
- техника высокого вакуума
- микротехнология и  производство микроэлектронных устройств — основной метод получения функциональных слоёв
- оптика — получение просветляющих и отражающих покрытий